# Risto Lillemets
Risto Lillemets (ur. 20 listopada 1997 w Kuressaare) – estoński lekkoatleta specjalizujący się w wielobojach, medalista halowych mistrzostw Europy w 2023.
Zdobył srebrny medal w siedmioboju na halowych mistrzostwach Europy w 2023 w Stambule, przegrywając jedynie z Kévinem Mayerem z Francji i Sanderem Skotheimem z Norwegii.
Był mistrzem Estonii w dziesięcioboju w 2020, a w hali w skoku o tyczce w 2021 oraz w biegu na 60 metrów przez płotki w 2023.

## Osiągnięcia
| Rok  | Impreza                        | Miejsce   | Konkurencja   | Pozycja    | Wynik     |
| ---- | ------------------------------ | --------- | ------------- | ---------- | --------- |
| 2017 | Młodzieżowe mistrzostwa Europy | Bydgoszcz | dziesięciobój | –          | DNF       |
| 2021 | Halowe mistrzostwa Europy      | Toruń     | siedmiobój    | 5. miejsce | 6055 pkt. |
| 2023 | Halowe mistrzostwa Europy      | Stambuł   | siedmiobój    | 3. miejsce | 6079 pkt. |
| 2024 | Mistrzostwa Europy             | Rzym      | dziesięciobój | –          | DNF       |
| 2025 | Halowe mistrzostwa Europy      | Apeldoorn | siedmiobój    | 9. miejsce | 5922 pkt. |
| 2025 | Halowe mistrzostwa świata      | Nankin    | siedmiobój    | 8. miejsce | 5866 pkt. |

## Rekordy życiowe
- dziesięciobój – 8156 pkt. (30 maja 2021, Götzis)
- siedmiobój (hala) – 6089 pkt. (7 lutego 2021, Tallinn)